# A reményhozó
A reményhozó az Ossian együttes 23. stúdióalbuma, amely 2019. április 5-én jelent meg. A Mahasz Top 40 lemezeladási listáján megszerezte az első helyet, és platinalemez státuszt ért el.

## Dalok
1. Ez jár nekem
2. Hangzavarban a harmóniát
3. Gyönyörű bolond
4. Megjártam mennyet és poklot
5. A reményhozó
6. Örökké az leszel
7. Szembesítés
8. Ünnepeld velem
9. Lássam igazán
10. A szerelem könyve
11. Elán
12. Körforgás
13. Hatvanszor